# Municipio di Lichtenberg
Il municipio di Lichtenberg (in tedesco Rathaus Lichtenberg) è la sede amministrativa del distretto berlinese di Lichtenberg. È posto sotto tutela monumentale (Denkmalschutz).
Si trova nel quartiere omonimo, in Möllendorffstraße.
Fu realizzato nel 1896-98, come municipio dell'allora città indipendente di Lichtenberg, che in quegli anni stava vivendo un impressionante sviluppo demografico ed edilizio. L'architetto, Ernst Kippling, progettò un edificio neogotico dominato da una guglia.
Dal 1920, con la creazione della "Grande Berlino", il municipio ospita la sede del distretto di Lichtenberg, l'undicesimo della città.